# Wspomaganie układu kierowniczego

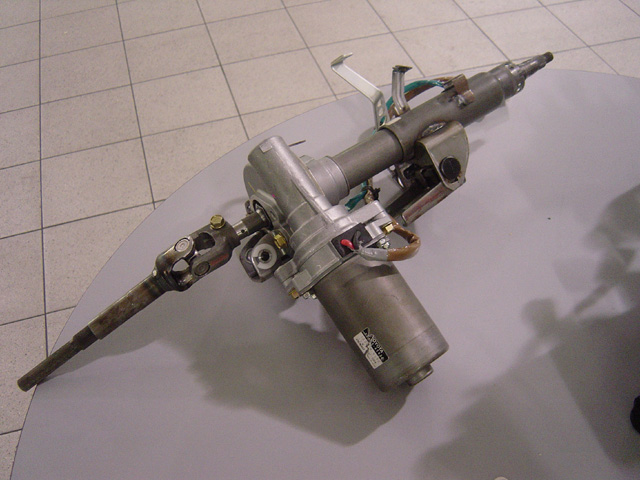
Układ wspomagania samochodu Toyota Prius

Wspomaganie układu kierowniczego (także: wspomaganie kierownicy) – stosowany w samochodach i innych pojazdach mechanicznych układ, którego celem jest ułatwienie prowadzenia pojazdu za pomocą zmniejszenia siły, z jaką kierowca musi obrócić kierownicę, by zmienić tor jazdy. Pod wpływem ruchu kierownicy uruchamia się zestaw hydraulicznych lub elektrycznych aktuatorów, które wspomagają siłę mięśni kierowcy poprzez dodanie sił bezpośrednio do układu kierowniczego pojazdu. Zastosowanie wspomagania jest szczególnie przydatne przy niskich prędkościach, gdy zmiana kierunku jazdy samochodu zależy głównie od sił działających na kierownicę.

W samochodach osobowych i ciężarowych najczęściej spotykane systemy wspomagania układu kierowniczego są jego integralną częścią i posiadają bezpośrednie mechaniczne przełożenie na kierownicę oraz układ sterujący kołami skrętnymi, jednak odłączenie układu nadal pozwala na sterowanie pojazdem wyłącznie siłą mięśni kierowcy. Z kolei w najcięższych pojazdach użytkowych często spotykane są systemy, w których układ wspomagania zastępuje część układu kierowniczego: sygnały z kierownicy przekazywane są elektrycznie bądź elektronicznie do układu, który odpowiada za całość sił działających na koła skrętne. Systemy tego typu czasem nazywane są drive by wire, przez analogię do systemów fly-by-wire stosowanych w lotnictwie. 

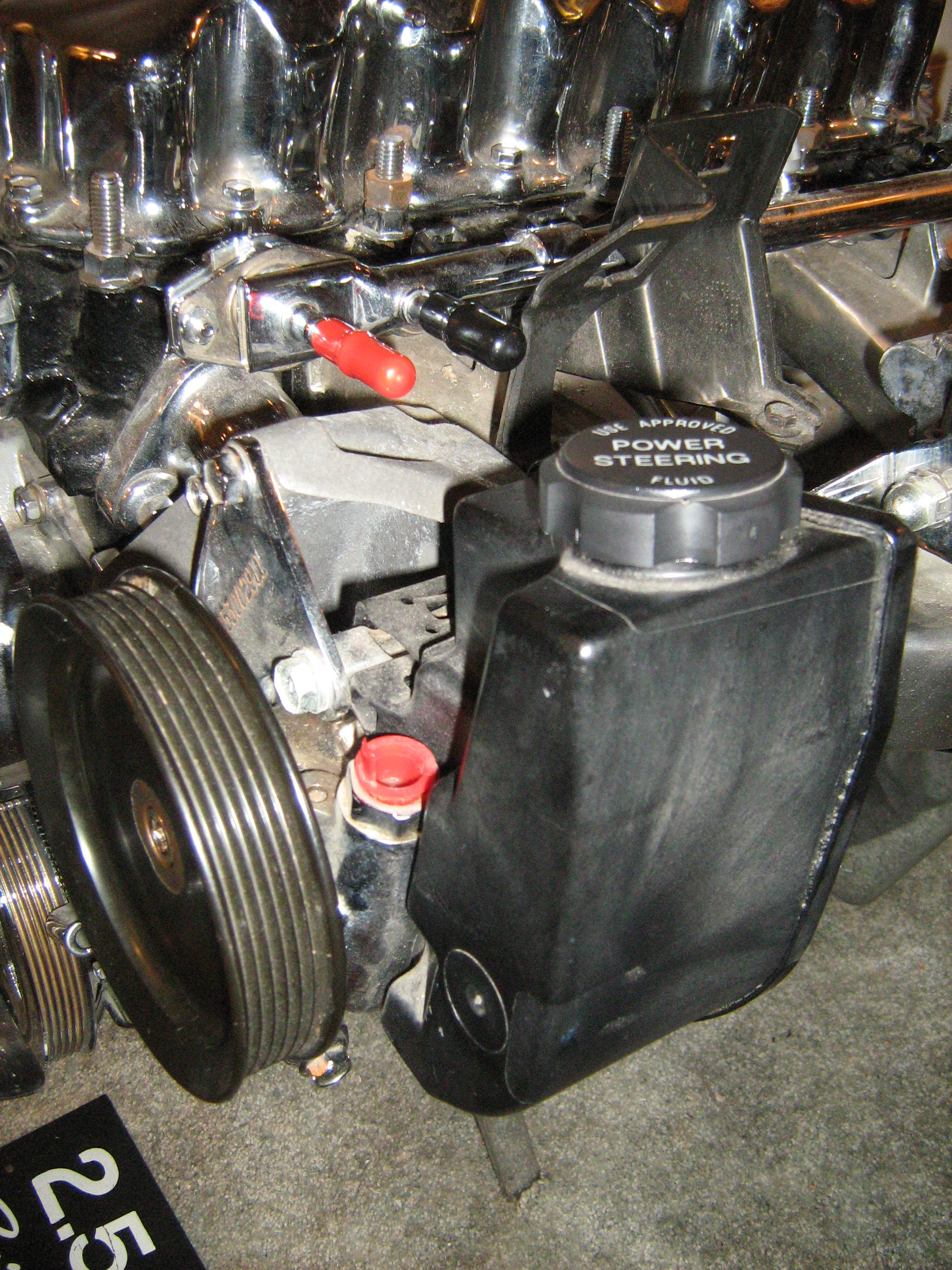
Zbiornik cieczy układu wspomagania w samochodzie marki Jeep

Ze względu na rodzaj aktuatorów lub siłowników wspomagających kierowcę można rozróżnić trzy typy układów wspomagania: pneumatyczny (występuje najczęściej w pojazdach dostawczych i ciężarowych), hydrauliczny i elektryczny.
Wspomaganie układu kierowniczego szerzej zaczęto stosować od 1952 roku w USA, najpierw w samochodach wyższej klasy jak Cadillac, Buick Roadmaster, Oldsmobile, a w kolejnych latach także w popularnych modelach.

## Układ hydrauliczny
Układ hydrauliczny oparty jest na pompie hydraulicznej. Pracuje ona przez cały czas, niezależnie od tego, czy skręcamy kierownicą czy nie.
W układzie występuje zawór ciśnieniowy, który dba o wysokie ciśnienie, niezależnie od obrotów silnika. 
W nowszych samochodach występują zawory zmniejszające ciśnienie wraz ze wzrostem prędkości jazdy, przez co mamy wrażenie, że samochód pewniej się prowadzi na drodze. Z drugiej strony pompa tego układu jest zasilana poprzez silnik napędzający samochód, a co za tym idzie samochód spala więcej paliwa.

## Układ elektryczny EPS

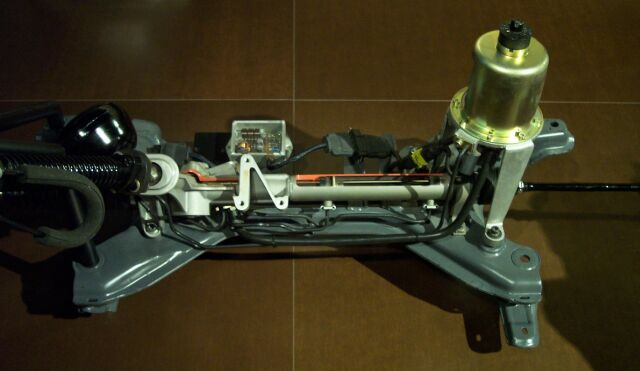
Elektrohydrauliczny układ wspomagania kierownicy

Układ elektryczny EPS (z ang. Electric Power Steering) wykorzystuje energię elektryczną z samochodu. Jego największym plusem jest to, że w mniejszym stopniu obciąża to silnik w porównaniu do układu hydraulicznego (gdzie pompa poprzez pasek czy koła zębate pracuje w sposób ciągły). Produkowane obecnie systemy EPS to skomplikowane układy automatyki, gdzie procesor sterujący dostosowuje pracę wspomagania w zależności od takich czynników jak: aktualna prędkość pojazdu czy rodzaj podłoża na którym się znajduje. Korzystną cechą jest również to, że układ ten większość energii pobiera tylko wtedy, gdy pracuje. Układ ten możemy podzielić na trzy rodzaje:
- EPS-P - układ hydrauliczny z elektrohydrauliczną pompą wspomagania (Pump) (zdj. obok)
- EPS-C - układ elektryczny z silnikiem zamontowanym na kolumnie (Column) kierownicy (zdj. powyżej Toyota Prius)
- EPS-R - układ elektryczny z silnikiem zamontowanym na przekładni kierowniczej (Rack)
EPS-P to w zasadzie tradycyjny układ hydrauliczny w którym zastosowano elektrohydrauliczną pompę wspomagania i nie wnosi on zbyt wiele co do funkcjonalności samego wspomagania. Natomiast systemy EPS-C i EPS-R to prawdziwa rewolucja.
Głównym elementem układów jest procesorowy sterownik automatyki który dostosowuje siłę wspomagania w zależności od takich parametrów jak: prędkość, rodzaj nawierzchni (siła tarcia) czy siły z jaką obracamy kierownicą, odpowiednio wysterowując element wykonawczy - silnik elektryczny. Ponadto w układzie EPS (EPS-C i EPS-R) oprócz elementów mechanicznych, takich jak kolumna czy przekładnia, znajdziemy m.in. elementy elektroniki: czujnik kąta skrętu (informujący o aktualnym położeniu koła kierownicy) oraz tensometr (informujący o sile z jaką działamy na koło kierownicy).
Zastosowanie w pojazdach systemu EPS pozwoliło m.in. na wyposażenie ich w system automatycznego parkowania. W połączeniu z czujnikami odległości zamontowanymi w przednich/tylnych zderzakach samochód sam znajdzie wolną przestrzeń pomiędzy zewnętrznymi przeszkodami oraz bez udziału kierowcy wykona manewr skrętu, tak aby prawidłowo zaparkować pojazd.
System EPS (EPS-C i EPS-R) ma poza tym jeszcze kilka zalet:
- pracuje efektywniej (lżej) niż tradycyjny układ hydrauliczny
- nie wykorzystuje oleju hydraulicznego (w aspekcie ekologicznym pozbywamy się czynnika, który może zanieczyszczać środowisko - awarie polegające na wyciekach hydrauliki)
- przyczynia się do zmniejszenia zużycia paliwa poprzez mniejsze obciążenie silnika spalinowego
Są to jak na razie kosztowne systemy, skomplikowane zarówno mechanicznie, jak i elektrycznie, trudno diagnozowalne, drogie w naprawach.